# Kennedy (métro de Toronto)
Kennedy est une station terminus, de la ligne 2 Bloor-Danforth et anciennement, de la ligne 3 Scarborough, du Métro de Toronto. Elle est située dans l'ancienne ville de Scarborough sur l'avenue 2455 Eglinton East près de Kennedy Road, à Toronto, dans la province Ontario au Canada.

## Situation sur le réseau

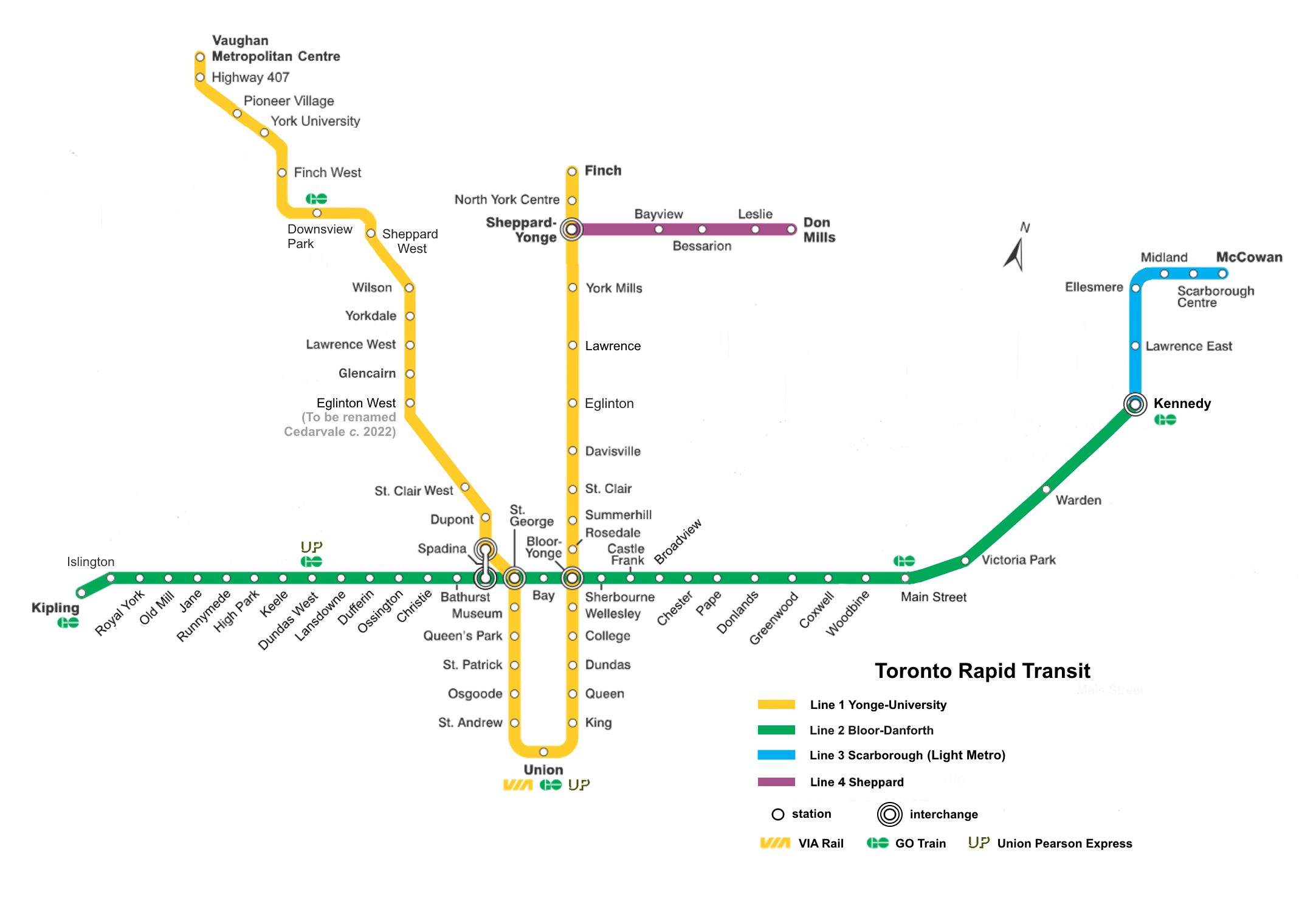
Plan du métro de Toronto (2018).

Établie en souterrain, la station Kennedy dispose de deux stations, chacune terminus d'une ligne du métro de Toronto : Station terminus de la ligne 2 Bloor-Danforth, est précédée par la station Warden, en direction du terminus Kipling, ; et anciennement, station terminus de la ligne 3 Scarborough, elle est suivie par la station Lawrence East, en direction du terminus McCowan.

## Histoire
La station est Kennedy est mise en service le 21 novembre 1980 pour l'ouverture de la ligne 2 Bloor-Danforth. Le 22 mars 1985 c'est la plateforme de la ligne 3 Scarborough qui est mise en service.
Au cours de l'année 2009-2010 la fréquentation, moyenne, de la station est de 104 360 passagers par jour.

## Services aux voyageurs

### Intermodalité
Elle est desservie par les bus des lignes : 12A/12B Kingston Road, 20 Cliffside, 21 Brimley, 34 Eglinton East, 43 Kennedy, 57 Midland, 86 Scarborough, 113 Danforth, 116 Morningside, 905 Eglinton East Express, 954 Lawrence East Express et 986 Scarborough Express à la zone d'arrêt A (Platform A), et 38 Highland Creek, 129 McCowan North, 131 Nugget, 133 Neilson, 903 Kennedy-Scarborough Centre Express, 938 Highland Creek Express, 939 Finch Express et 985 Sheppard East Express à la zone d'arrêt B.,